# Vizzaneta
Vizzaneta (già Botro di Forra) è una frazione del comune italiano di San Marcello Piteglio, nella provincia di Pistoia, in Toscana.

## Geografia fisica
Il borgo si trova a circa 2,5 km (7,6 km in strada) a sud-est di Cutigliano. Località dell'Appennino pistoiese nella Val di Lima, si trova sulla riva sinistra del torrente Volata lungo l'antica strada del Frignano che varca l'Appennino alla cosiddetta Alpe della Croce (Croce Arcana).
Chiamata anche Forra per la sua particolare locazione tra torrenti e tipiche formazioni vallive, era definita in passato "contrada" e ha dato il titolo ad un posto doganale di terza classe nella parrocchia di Lizzano, usato soprattutto nel periodo mediceo sul fronte dei territori di Firenze, Modena e dello Stato della Chiesa. Un trattato del 24 novembre 1225 fra i Modenesi ed i Pistoiesi fa riferimento alla strada maestra che passa per Vizzaneta.

## Monumenti e luoghi d'interesse
- Villa Medicea Pallestrini-Tondinelli detta del Papa: antica residenza della famiglia Medici, probabile tenuta di caccia
- Oratorio di San Paolo: oratorio in pietra serena di proprietà della Regione Toscana[1]

- Fonte e Pozzi Medicei: risalenti al XVI secolo, realizzati in pietra arenaria, in origine appartenenti alla villa ma lasciati ad uso e disposizione degli abitanti. Di particolare pregio sono lo stemma mediceo sopra la fontana e la stessa fonte (raffigurante un volto da cui sgorga l'acqua)
- Oratorio di Sant'Anna: probabilmente fra i più antichi edifici religiosi della Montagna pistoiese, la struttura attuale (ad aula unica e pianta rettangolare) è di fine Seicento. Realizzata tramite ampliamento e inglobamento di un preesistente tabernacolo cinquecentesco, il presbiterio è completamente affrescato. Dopo anni di totale abbandono, la piccola chiesa è stata oggi interamente restaurata dalla Soprintendenza Archeologica di Firenze
- Monumento funebre della famiglia Lazzi, situato di fianco al cimitero comunale, poco dopo l'abitato, è impreziosito dalla presenza di tre statue in bronzo di Francesco Messina

## Geografia antropica
Della frazione di Vizzaneta fanno parte anche le località di Podere Anghiari, Sant'Anna, Il Chiasso, Botro e Le Valli.
Nella località Il Chiasso è presente uno sbarramento artificiale ad uso idroelettrico.